# Mathematische Notation
Als mathematische Notation bezeichnet man in Mathematik, Logik und Informatik die Darstellung von Formeln und anderen mathematischen Objekten mittels mathematischer Symbole. Die mathematische Notation entspricht einer Sprache, die formaler ist als viele natürliche Sprachen und dennoch einige Uneindeutigkeiten enthält, wie sie für natürliche Sprachen charakteristisch sind.

## Bestandteile
Die mathematische Notation bedient sich spezieller Symbole
- wie {\displaystyle +,\sin ,2,x} für mathematische Objekte, etwa Funktionen oder Zahlen,
- Klammern für Zuordnungszwecke
- und für den Aufbau von Schablonen.

Bei den Bezeichnungen für mathematische Objekte unterscheidet man
- Konstanten (fixierte Werte), also allgemeingültige Bezeichnungen für häufig gebrauchte Objekte wie {\displaystyle e,\pi ,0,} und
- Variablen (veränderliche Werte), also zum Beispiel Bezeichnungen für Objekte, die erst noch gefunden werden müssen oder über die man etwas allgemein aussagen möchte.

## Mathematische Zeichen

### Variablennamen
In der Mathematik werden in der Regel Buchstaben als Zeichen verwendet, wenn es sich um veränderliche Objekte handelt. Für den Textsatz wird meist eine Serifenschrift verwendet.
Beispiele zu Regelfällen des verwendeten Alphabets und des Textsatzes:
- Skalare: in kursiver Schrift: {\displaystyle a=7.}
- Vektoren: teilweise wie Skalare, teilweise mit übergesetztem Pfeil oder halbfett (DIN 1303): {\displaystyle {\vec {F}}\equiv {\boldsymbol {F}}=m\cdot {\boldsymbol {a}}.}
Früher auch Buchstaben in Frakturschrift: {\displaystyle {\mathfrak {F}}} oder {\displaystyle {\mathfrak {x}}=\left(0\ 2\ 1\right).}
- Komplexe Größen: wie reelle Skalare, in den Ingenieurwissenschaften häufig durch waagerechten Strich unter dem Zeichen (DIN 1304 und DIN 5483): {\displaystyle {\underline {z}}.}
- Mengen: gewöhnliche Großbuchstaben oder bei Zahlenmengen mit Doppelstrich: {\displaystyle \mathbb {N} ,A\cap B.}
- Matrizen: vorzugsweise Großbuchstaben, gelegentlich halbfett (DIN 1303): {\displaystyle \det(M)=4}.
Früher auch Großbuchstaben in Frakturschrift: {\displaystyle {\mathfrak {E}}:={\begin{pmatrix}1&\cdots &0\\\vdots &\ddots &\vdots \\0&\cdots &1\end{pmatrix}}.}

Da die Zahl der Buchstaben nicht ausreicht, werden sie oft durch Indizes (kleine, tiefgestellte Ziffern, Buchstaben oder Symbole) ergänzt: {\displaystyle \mathbb {N} _{0},{\vec {F}}_{\text{G}},E_{\perp }.}

### Weitere Zeichen
Andere Zeichen, die z. B. Anweisungen enthalten, bekommen spezielle mathematische Symbole zugewiesen, die nur zum Teil (ursprünglich) aus Alphabeten stammen.
Beispiele:
| Zeichen                             | Bedeutung                                        | Anwendungsbeispiel                            |
| =                                   | Gleichheitszeichen                               | {\displaystyle 3^{2}=9}                       |
| <                                   | Vergleichszeichen „kleiner als“                  | {\displaystyle a<7}                           |
| +                                   | Pluszeichen                                      | {\displaystyle a+4=7}                         |
| {\displaystyle \sum }               | Summenzeichen                                    | {\displaystyle a=\sum _{i=1}^{n}a_{i}}        |
| {\displaystyle \operatorname {Re} } | Realteil einer komplexen Zahl                    | {\displaystyle \operatorname {Re} z}          |
| ( )                                 | Klammern zur Änderung der Auswertungsreihenfolge | {\displaystyle 3a+7\neq 3(a+7)}               |
| {\displaystyle \pi }                | Mathematische Konstante                          | {\displaystyle \pi \approx 3{,}14159}         |
| {\displaystyle \aleph _{0}}         | Mächtigkeit der Menge der natürlichen Zahlen     | {\displaystyle \aleph _{0}:=\|\mathbb {N} \|} |

## Operatornotation
Neben der Festlegung, welche Zeichen für die einzelnen Operatoren verwendet werden (z. B. {\displaystyle +} für die Addition), ist die Festlegung der Reihenfolge von Operatoren und ihren Operanden wichtig. In der heute üblichen mathematischen Notation sind viele Varianten gemischt:
| Name            | Beschreibung                   | Beispiele |
| Präfixnotation  | Operator vor Operanden         | {\displaystyle \sin } (Sinus), {\displaystyle \cos } (Kosinus), {\displaystyle \ln } (natürlicher Logarithmus), {\displaystyle f(x)} (Funktion von x) |
| Postfixnotation | Operator nach Operanden        | {\displaystyle !} (Fakultät), {\displaystyle '} (Ableitung) |
| Infixnotation   | Operator zwischen Operanden    | {\displaystyle =} (Gleichheit), {\displaystyle +} (Addition), {\displaystyle -} (Subtraktion), {\displaystyle \cdot } (Multiplikation), {\displaystyle :} (Division), {\displaystyle \circ } (Verkettung), {\displaystyle *} (Faltung), {\displaystyle \in } (Element aus), {\displaystyle <,>} (Vergleich), {\displaystyle \lor } (Disjunktion), {\displaystyle \land } (Konjunktion) |
|                 | Symbol über Operanden          | {\displaystyle {\bar {z}}} (Komplexe Konjugation), {\displaystyle {\widehat {f}}} (Fourier-Symbol), {\displaystyle {\dot {x}}} (Ableitung) |
|                 | Klammerung des Operanden       | {\displaystyle \lfloor \cdot \rfloor } (Gaußklammer für Abrunden), {\displaystyle \lceil \cdot \rceil } (Aufrunden), {\displaystyle \|\cdot \|} (Betrag), {\displaystyle \\|\cdot \\|} (Norm), {\displaystyle \langle \cdot ,\cdot \rangle } (Skalarprodukt), {\displaystyle {\sqrt {\ \ }}} (Wurzel)                                                                                  |
|                 | Operatoranwendung ohne Symbole | {\displaystyle ab} (Multiplikation), {\displaystyle a^{b}} (Potenz) |
|                 | Andere                         | {\displaystyle {\frac {a}{b}}} (Bruch), {\displaystyle n \choose k} (Binomialkoeffizient) |

### Infixnotation
In der Arithmetik am gebräuchlichsten ist die Infixnotation, bei der der Operator zwischen die Operanden gesetzt wird. Bei ihr wird die Rechenreihenfolge durch die Wertigkeit der Operationen („Punktrechnung vor Strichrechnung“) bestimmt. Durch das Setzen von Klammern kann man Teilausdrücke festlegen, die zuerst berechnet werden müssen. Beispiel:
{\displaystyle (3+4+5)\cdot 6\cdot 7+8}
Ein weiteres Beispiel für eine Infixnotation ist die in der Logik verwendete Peano-Russell-Notation:
{\displaystyle (p\rightarrow q)\vee (q\rightarrow p)}

### Präfixnotation
Ausdrücke in Infixnotation können schnell unübersichtlich werden. In den 1920er Jahren entwickelte deshalb der polnische Logiker und Philosoph Jan Łukasiewicz die polnische Notation, eine Präfixnotation, die ohne Klammern auskommt. Die Operatoren werden dabei mit Großbuchstaben bezeichnet, z. B. {\displaystyle C} für die materiale Implikation (hinreichende Bedingung) und {\displaystyle A} für die Disjunktion (Alternative). In polnischer Notation schreibt man den vorgenannten logischen Term so:
{\displaystyle ACpqCqp}

### Postfixnotation
Bei der Postfix-Notation schreibt man den Operator nach den zu verknüpfenden Argumenten; sie wird daher auch umgekehrte polnische Notation (UPN) genannt. Gelegentlich dem australischen Philosophen Charles Hamblin zugeschrieben, war sie mit hoher Wahrscheinlichkeit ebenfalls bereits Łukasiewicz bekannt. In der Logik wurde die UPN nie verwendet, sie erlangte jedoch durch Arbeiten von Hamblin einige Bedeutung in der frühen Informatik und im frühen Compilerbau, weil sich Ausdrücke in UPN besonders leicht maschinell abarbeiten lassen. Aus demselben Grund übernahm sie die Firma Hewlett-Packard in den 60er Jahren für ihre wissenschaftlichen Taschenrechner.

### Andere Varianten
Andere klammerfreie Notationen sind die Begriffsschriftnotation von Gottlob Frege, die Schreibweise des ersten prädikatenlogischen Systems überhaupt, sowie die Existential Graphs von Charles S. Peirce. Beide weichen zudem stark von den heute gebräuchlichen Notationen ab, weil es sich um graphische, zweidimensionale Schreibweisen handelt.

## Untersuchung mathematischer Notation
Mathematische Notation ist Untersuchungsgegenstand unter anderem in folgenden Bereichen:
- Semiotik
- Geschichte der Mathematik
- Standardisierung (DIN, ISO)
- Computeralgebra
- Programmiersprachen
- Künstliche Intelligenz
- Formale Begriffsanalyse und Verbandstheorie
- Mathematikdidaktik